# 83 الأسد Bb
83 الأسد Bb المفهرس أيضا باسم  HD 99492 b هو كوكب خارج المجموعة الشمسية يقع على بُعد يقارب 58 سنة ضوئية حول قزم بني في كوكبة الأسد يسمي 83 الأسد B . اكتشف الكوكب في يناير 2005 من قبل فريق استقصاء الكواكب غير الشمسية ليك-كارنيجي . الذين يستخدمون طريقة تحليل دوبلر الطيفي للكشف عن الكواكب.

## وصلات خارجية
- "83 Leonis AB". SolStation. مؤرشف من الأصل في 2008-07-25. اطلع عليه بتاريخ 2008-06-20.
- "Notes for planet HD 99492 b". The Extrasolar Planets Encyclopaedia. مؤرشف من الأصل في 2020-01-25. اطلع عليه بتاريخ 2008-06-20.